# Charles Jaurès
Pour les autres membres de la famille, voir Jaurès.
Jean-Louis-Charles Jaurès, né à Castres le 5 décembre 1808 et mort à Boulogne le 11 juillet 1870, est un amiral français. Il est le frère aîné de l'officier de marine Benjamin Jaurès et un grand-cousin de Jean Jaurès, député, et de Louis Jaurès, homme politique et amiral.

## Biographie
Charles Jaurès est né au 17 rue Victor-Hugo à Castres, devenu aujourd'hui l'hôtel Renaissance situé à proximité de la place Jean-Jaurès. Il est baptisé dans l'église de la Platé qui se trouve juste à côté de la maison familiale des Jaurès. 

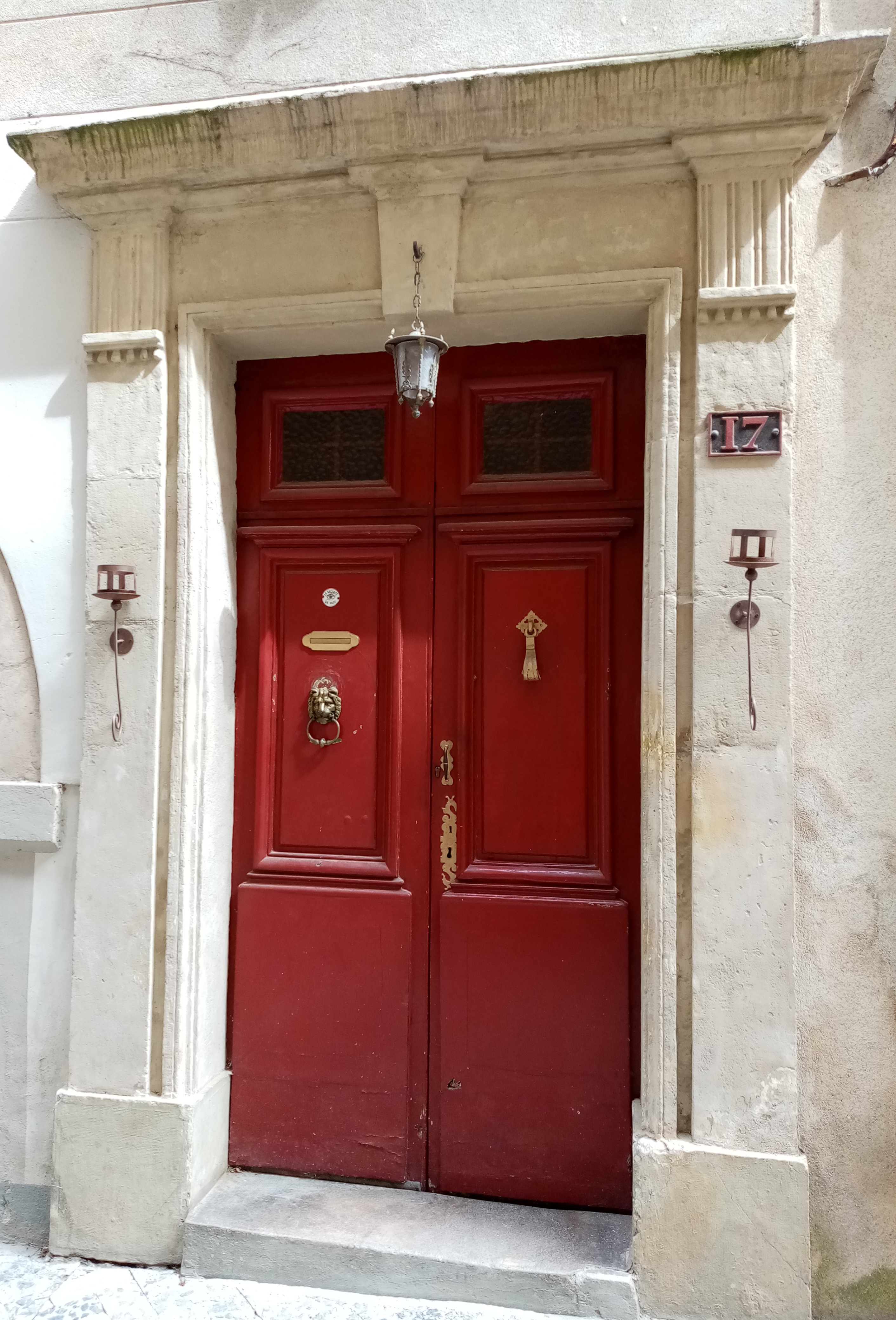
Maison natale de Charles Jaurès au 17 rue Victor-Hugo à Castres.

Le jeune Charles passe son enfance à Castres jusqu'à ses 16 ans où il entre au collège de la Marine à Angoulême en 1825 et débute comme aspirant le 23 septembre 1827 sur la corvette Bayadère à la station navale du Levant. 

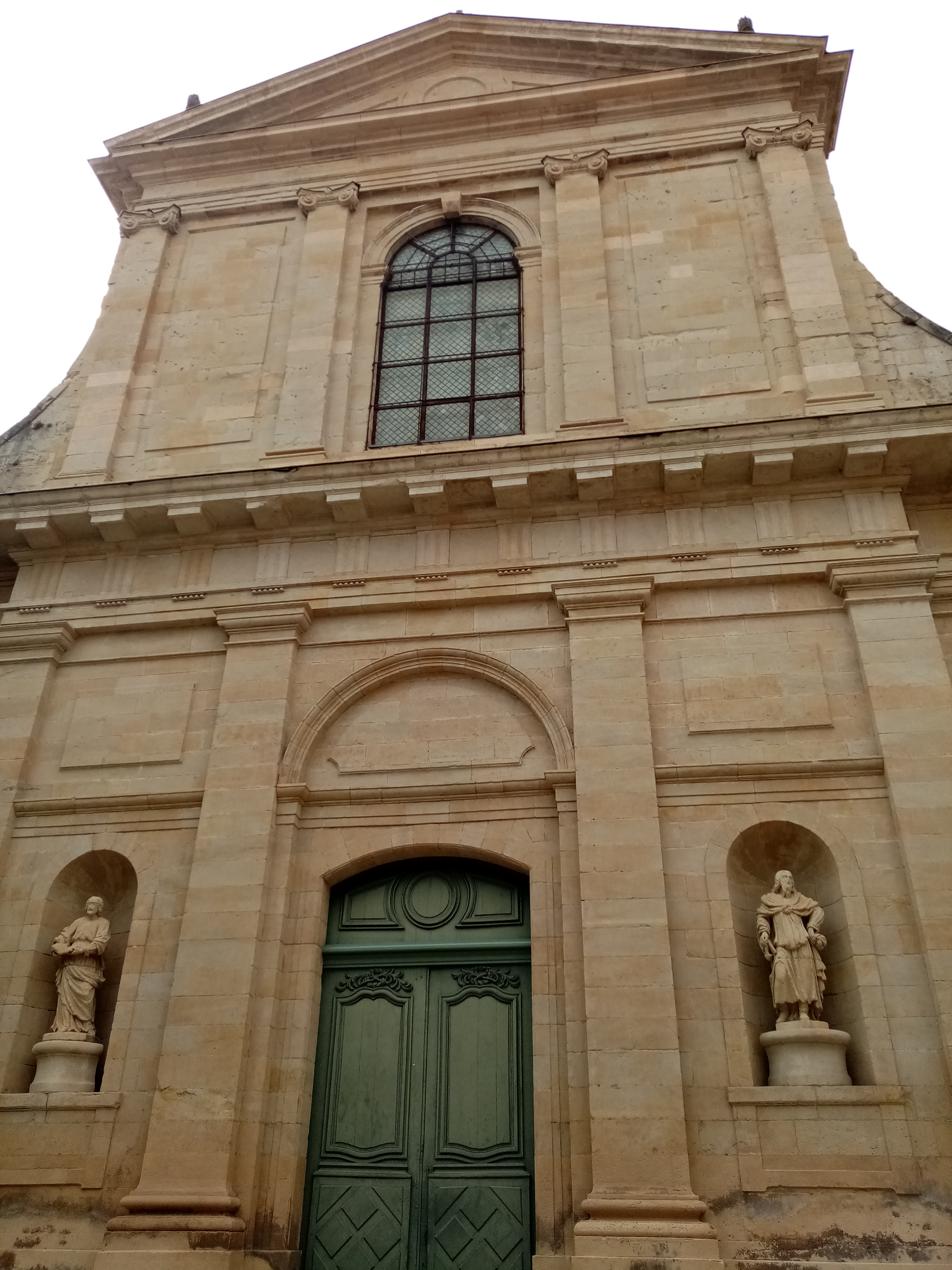
Église de la Platé où a été baptisé Charles Jaurès à Castres.

Après avoir pris part à l'expédition d'Alger en 1830, il avait embarqué sur le Louxor chargé d'amener en France l'obélisque offert au roi par le Pacha d'Égypte Méhémet Ali. C'est au cours de cette mission qu'il s'était distingué dans une opération de sauvetage effectuée à la suite d'un naufrage devant Le Caire.
Enseigne de vaisseau le 31 janvier 1832, lieutenant de vaisseau le 10 avril 1837, il embarque comme second sur le Danaïde en mission scientifique autour du monde de 1840 à 1842. Il se livre à de nombreux travaux hydrographiques et recueille des collections envoyées au Muséum national d'histoire naturelle.
Capitaine de frégate le 17 octobre 1844, capitaine de vaisseau le 3 février 1852, il commande la frégate Jeanne d'Arc et remplit les doubles fonctions de chef de pavillon et de chef d'état-major de l'amiral Laguerre commandant la division de Bourbon et d'Indochine (1852-1855).
Il participe aux opérations sur les côtes de Chine pour réprimer la révolte des Taiping, en particulier à l'attaque de Shanghai en janvier 1855.
En juillet 1856, il est membre titulaire du Conseil d'amirauté sous la présidence de l'amiral Charles Rigault de Genouilly, ministre de la Marine. Il commande le vaisseau l'Eylau de 1858 à 1860.
Contre-amiral le 9 juillet 1860, major général du 3e arrondissement maritime à Lorient en août 1860, commandant la division navale des mers de Chine en 1862, vice-amiral le 2 décembre 1864, il rentre en France en 1865 où il est nommé membre du Conseil des travaux de la marine et commandeur de la Légion d'honneur le 4 octobre[réf. nécessaire].
Il meurt à son domicile, 35 avenue des Princes à Boulogne, le 11 juillet 1870.
Il est inhumé au cimetière du Père-Lachaise (48e division) dans la tombe de Félix de Beaujour, auquel son épouse Louise Pierrugues de Beaujour était apparentée.